# Violent Soho
Violent Soho é uma banda de rock formada em Brisbane, Queensland (Australia) no ano de 2004. Seus integrantes são: Luke Boerdam (guitarra/vocal), James Tidswell (guitarra/vocal), Luke Henery (baixo) and Michael Richards (bateria).
Com influências passando pelo Grunge(Nirvana), Rock Alternativo da decada de 90 (Sonic Youth, Dinosaur Jr., Pixies) e Garage rock (The Vines). Em 2008 lançaram seu primeiro album pela Ecstatic Peace! Records (Thurston Moore/Sonic Youth). 
Os caras já abriram shows do The Dead Weather(Jack White), excurcionaram com The Raveonettes, Dinosaur Jr. e Built to Spill. Esse ano vão tocar no Lollapalooza, um dos festivais mais importantes dos EUA que é organizado por Perry Farrell(Jane’s Addiction). Junto ao VSoho ainda tocam Soundgarden e The Strokes entre outras.
Seu segundo album ‘Violent Soho’ foi lançado em 2010 pela Liberation/Universal e é básicamente um remake do primeiro(We Don’t Belong Here). O disco foi produzido por Gil Norton (Foo Fighters, Pixies) e mixado por Rich Costey (Muse, Rage agaist the machine).

## Discografia

### Álbuns
- 2008 - We Don’t Belong Here
- 2010 - Violent Soho - (versão lançada na Autralia conta com 2 b-sides)
- 2013 - Hungry Ghost
- 2016 - Waco

### EPs
- Pigs & T.V. EP - (2006)
- My Pal/Task Force EP - (2009)
- Bombs Over Broadway/Son Of Sam EP - (2010)

## Integrantes
- Luke Boerdam – guitarra, vocal
- James Tidswell – guitarra, vocal
- Luke Henery – baixo
- Michael Richards – bateria